# Nailly
Nailly è un comune francese di 1 325 abitanti situato nel dipartimento della Yonne nella regione della Borgogna-Franca Contea.

## Storia

### Simboli
Lo stemma del comune è stato adottato nel 1986.

## Società

### Evoluzione demografica
Abitanti censiti